# Hologenómica
A hologenómica é o estudo ómico de hologenomas. Um hologenoma é o conjunto completo de genomas de um organismo ou nicho ecológico (ou holobionte), incluindo os micróbios que o co-habitam, outras formas de vida e vírus. Pode incluir genomas da flora intestinal ou viral ligados ao genoma humano ou animal para a investigação das interações hóspede-micróbio. As estratégias hologenómicas foram até agora utilizadas para explicar a diversidade genética nas comunidades microbianas das esponjas marinhas.